# Gare de Vallecrosia

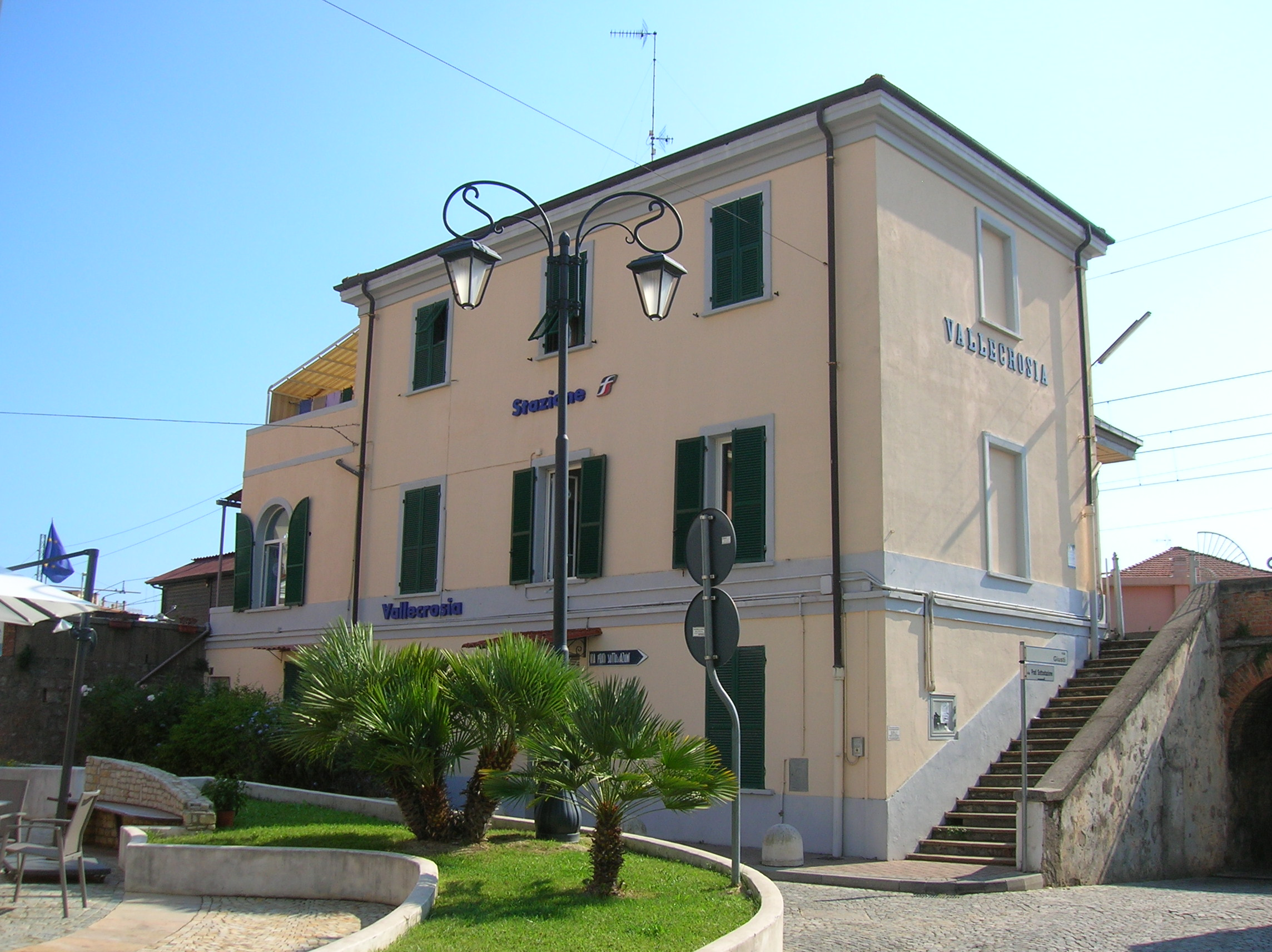
Gare ferroviaire italienne située à Vallecrosia, dans la province d'Imperia en Ligurie.

La gare de Vallecrosia (en italien : Stazione di Vallecrosia) est une gare ferroviaire italienne située à Vallecrosia, dans la province d'Imperia en Ligurie.

## Situation ferroviaire
La gare est située au point kilométrique (PK) 145,153 sur la ligne de Gênes à Vintimille entre les gares de Vintimille et Bordighera.

## Histoire
Depuis 1901, des trams entre Vintimille et Bordighera passaient et s'arretaient sur la via Aurelia, rue adjacente à la gare. Ce service a été abandonné en 1936, au profit d'un réseau de trolleybus, qui dessert toujours la ville.
Pendant plusieurs décennies, le bâtiment voyageurs a été fermé au public et abandonné. En 2006, il a été reconverti en bâtiment de la « croix d'Azur », service d'assistance publique local. Les quais sont restés utilisés.

## Service des voyageurs

### Accueil
Vu la faible fréquentation de la gare, le bâtiment voyageurs est fermé aux voyageurs, ne disposant que des quais.

### Dessertes
La gare est faiblement desservie par des services régionaux de la Trenitalia, en coopération avec la région de Ligurie.